# Фотокаталіз
Фотокаталіз (рос. фотокатализ, англ. photocatalysis) — прискорення фотореакцій під дією каталізатора. Це означає, що світло і певна речовина (каталізатор чи ініціатор) впливають на реакцію.

## Загальна характеристика
Термін стосується процесів, що термодинамічно є можливими (ΔG < 0), а каталіз полягає у зниженні енергії активації процесу. Каталізатор може прискорювати фотореакцію шляхом взаємодії з субстратом або в його основному стані або у збудженому, та/або з первинним продуктом, у залежності від механізму фотореакції. Це означення також охоплює фотосенсибілізацію, яка однак не обов'язково завжди є каталітичною реакцією, про що може свідчити квантовий вихід або число оборотів. Раніше цей тип каталізу визначався як каталітична реакція, що включає поглинання світла каталізатором чи субстратом.
Фотокаталітична ефективність (системи) — число молекул (продукту), утворених в даному фотокаталітичному процесі (або число молекул витраченого реактанту), яке припадає на один фотон світла, поданий в фотокаталітичну систему. При цьому чітко вказуються усі умови проведення процесу.
Фотокаталітична активність (системи) — число молекул (продукту), утворених в даному фотокаталітичному процесі (або число молекул витраченого реактанту), що припадає на один фотон світла, поглинутий фотокаталітичною системою. При цьому чітко вказуються всі умови проведення процесу.

## Гетерогенний фотокаталіз
Фотокаталіз, який відбувається на границі поділу фаз (тверде тіло— рідина, тверде тіло— газ, рідина— газ).

## Фотокаталітичний центр
Поверхневий центр (дефект на поверхні чи певне угрупування атомів), що є активним в електронозбудженому стані і на якому відбуваються хімічні перетворення.